# Épinette des Vosges
Pour les articles homonymes, voir Épinette.
L'épinette des Vosges est un instrument de musique traditionnelle à cordes pincées de la famille des cithares.  Deux zones géographiques du Massif vosgien — autour du Val-d'Ajol et de Gérardmer, distantes de 50 km environ — sont considérées comme les berceaux de cet instrument.
Depuis le début du XVIIIe siècle, documents et témoignages attestent la présence de l’épinette dans les Vosges méridionales autour du Val-d'Ajol, de Plombières-les-Bains et de Fougerolles, d'où son nom. L’origine de l'épinette des Vosges reste encore inconnue. Elle pourrait avoir été introduite par les Suédois durant la guerre de Trente Ans, ou être issue du psaltérion médiéval. Plusieurs exemplaires historiques sont à voir au MIM à Bruxelles.
Des instruments de la même famille autrefois répandus dans la majeure partie de l'Europe, ne subsiste plus qu'en Islande, en Allemagne (scheitholt), en Hollande (noordsche balk), au Danemark (humle), aux États-Unis (dulcimer des Appalaches) ; on trouve aussi monocorde (Grèce ancienne), épinette du Nord (Artois et Flandre française), hommel et vlier (Flandres belges), ala bohemica, langeleik ou langhörpu (Norvège), langspel (Suède), versikantele (Finlande), hexenscheit (Suisse), citera, hasas ou kisfejes (Hongrie), le gousli (Russie).
Lors de la renaissance des traditions musicales dès les années 1970, l'instrument a connu une forte recrudescence en Belgique, notamment dans les régions néerlandophones de la Campine et du Brabant flamand. À ce jour, plusieurs organisations y offrent des stages et des formations, tant pour les musiciens que pour les luthiers.

## Lutherie

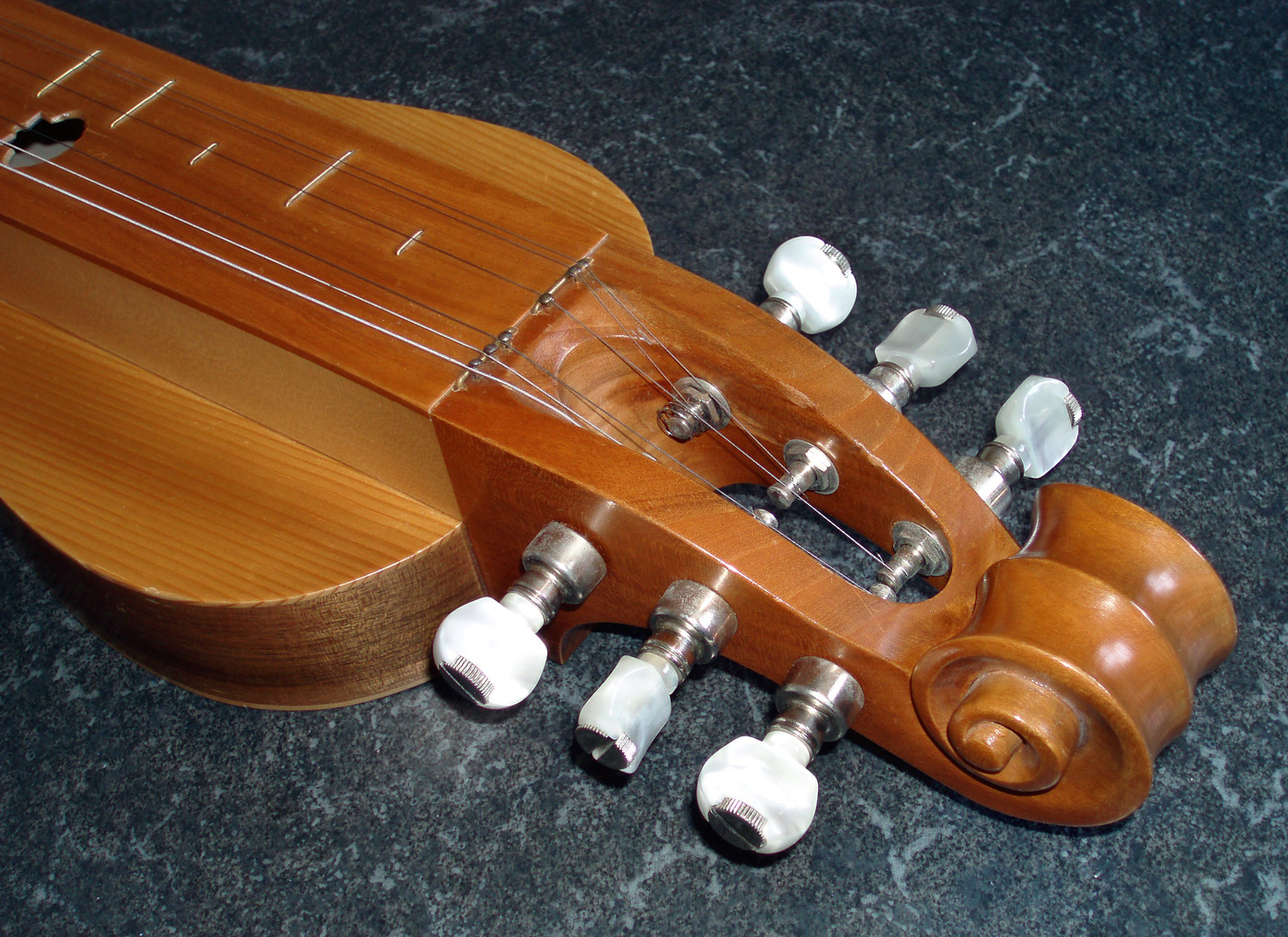
Détail du chevillier d'une épinette chromatique.

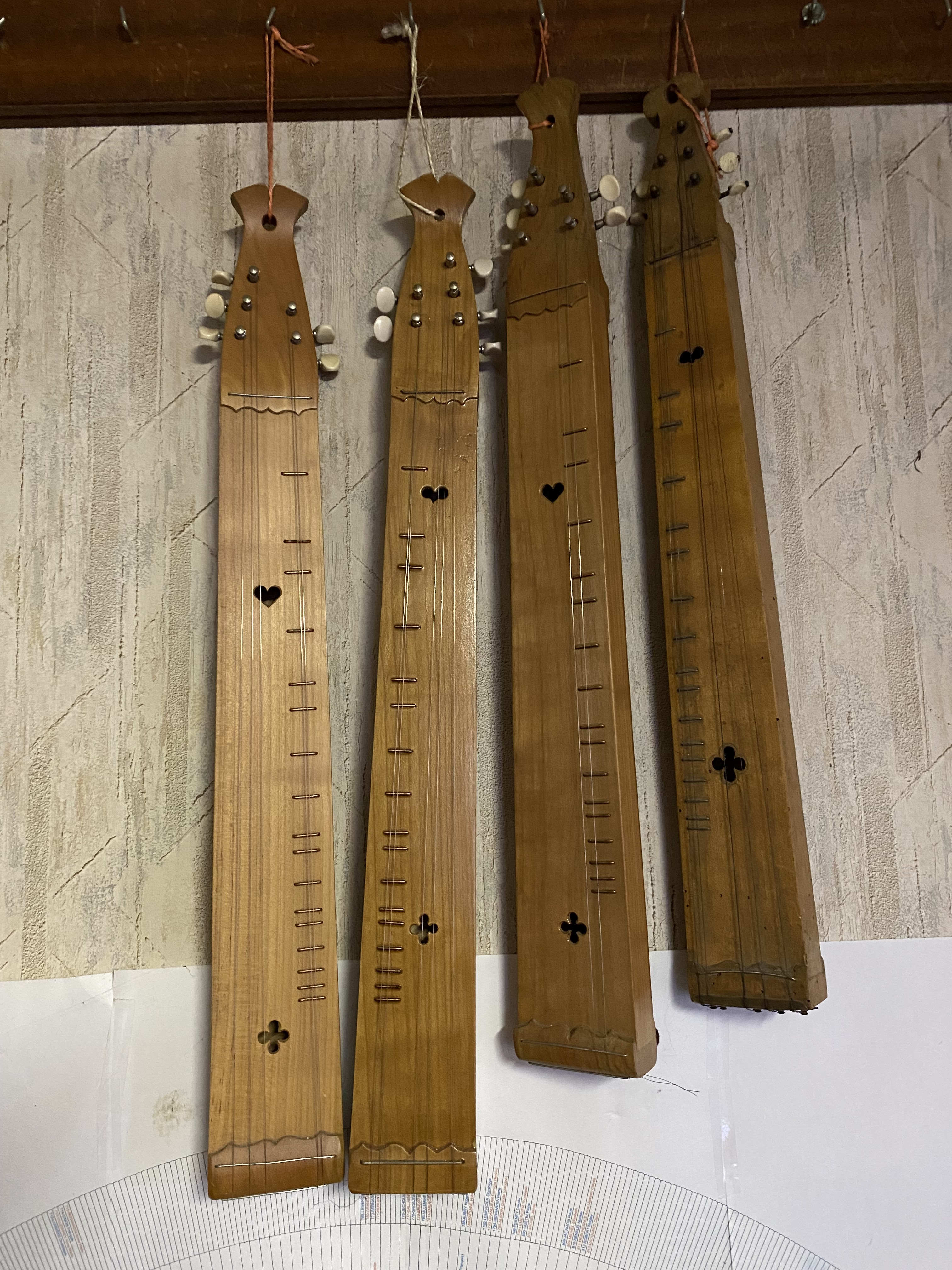
Epinettes du Val-d'Ajol.

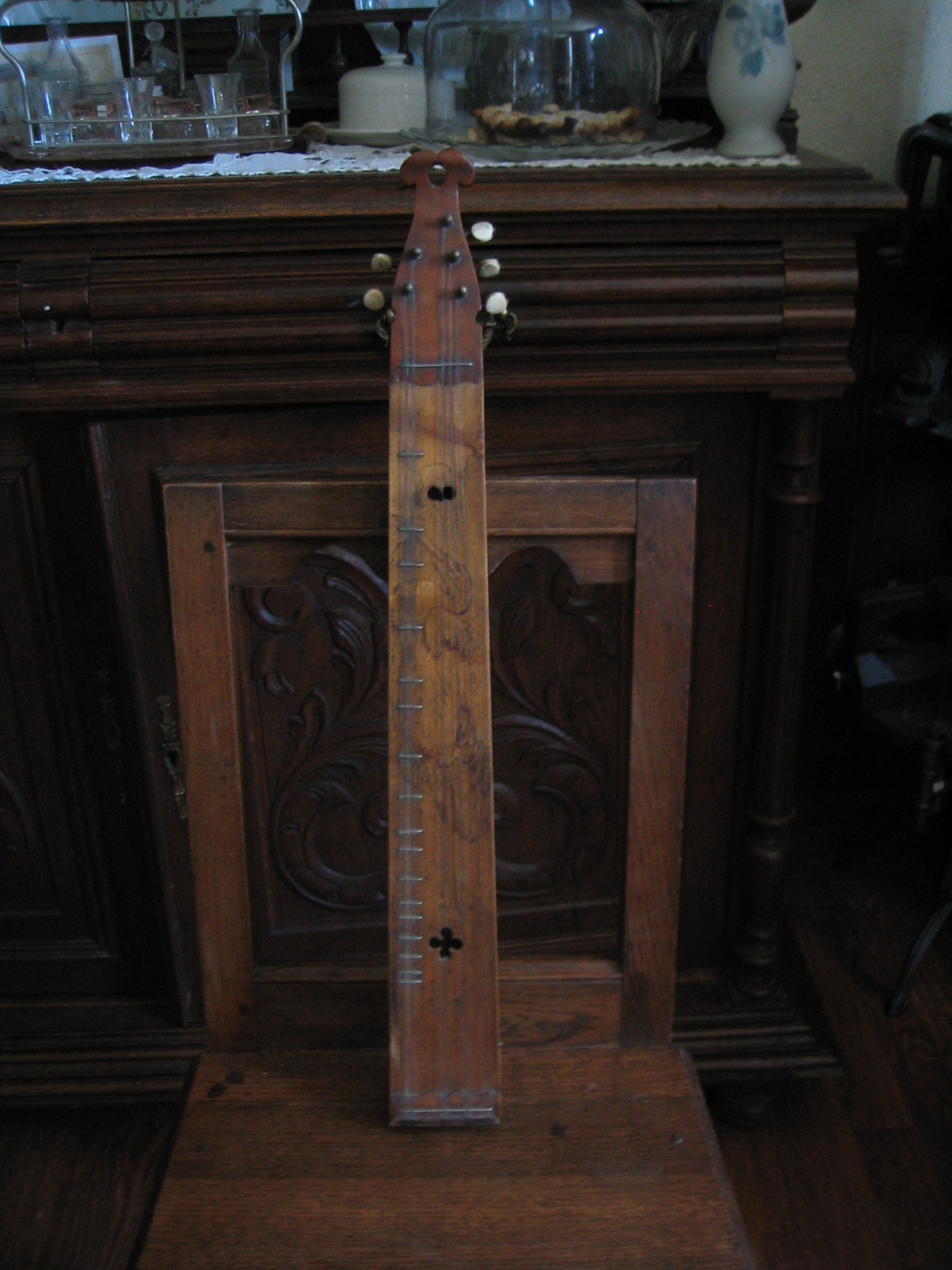
Une épinette des Vosges.

### Au Val-d'Ajol
Elle est citée pour la première fois dans un inventaire de 1730. Le modèle primitif à quatre cordes évolua au XVIIIe siècle vers un modèle à cinq cordes, toujours en vigueur. Elle est de petite taille ; entre 50 et 60 cm, en forme de parallélépipède à base allongée. Les frettes, au nombre de quatorze sur les modèles anciens, passèrent à 17 au XIXe siècle. La touche est diatonique, donnant un sol à vide, accordée en général pour jouer en do majeur. Le plus grand artisan en fut Amé Lambert (1843-1908), qui fabriqua jusqu'à 500 épinettes par hiver.

### À Gérardmer
Elle est citée pour la première fois en 1723. Elle était simple et fabriquée par les artisans du bois ou les musiciens eux-mêmes. Elle tomba dans un quasi-oubli et beaucoup d'instruments disparurent avant de voir sa vogue renaître après 1945. L'épinette des Hautes-Vosges est de grande taille ; 80 cm de longueur environ. Le nombre de cordes varie de trois à huit et la gamme est diatonique. Ses éléments constitutifs sont : 
- Touches
- Chevillier
- Chevilles
- Cordier
- Frettes
- Sillets
- Ouïes
- Chanterelles
- Bourdons

## Jeu
Le système musical est diatonique répondant à une organisation heptatonique majeure des intervalles. Le nombre d'intervalles est passé de 14 à 17 durant le XIXe siècle, couvrant ainsi deux octaves et demi. On en joue le plus souvent assis, l'instrument reposant sur les genoux ou sur une table. On en joue de la main gauche avec les doigts ou un bâtonnet en bois et de la main droite avec le pouce, une plume d'oie ou un médiator.
- Techniques de la main droite : 

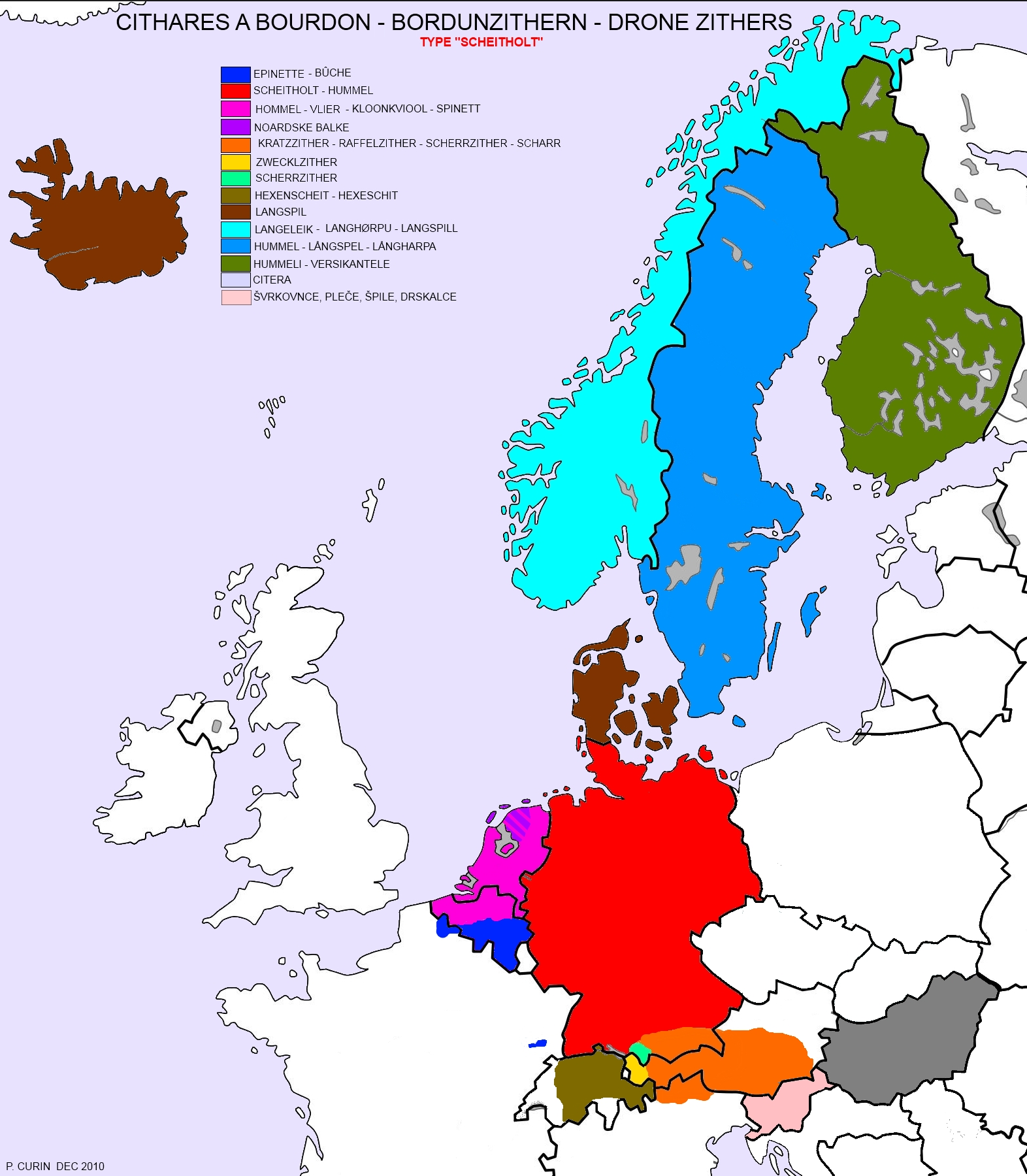
Répartition des cithares à bourdon de type « Scheitholt ».

  1. Balaiement par va-et-vient de toutes les cordes (cordes mélodiques et bourdons) ou des doubles cordes mélodiques seules avec un plectre, le pouce ou une plume d'oie.
  2. Pincement comme pour une guitare, à l'aide de quatre doigts (l'auriculaire ne jouant pas).
  3. Frappe des cordes avec un petit bâton droit et dur que l'instrumentiste laisse rebondir.
  4. Utilisation d'un archet de violon ou de psaltérion.
- Techniques de la main gauche :
  1. Appui sur les touches à l'aide d'un bâton cylindrique, bien sec et dur (roseau de préférence), qu'on appelle le « noteur », donnant au morceau un son métallique, faisant entendre un glissando.
  2. Utilisation des doigts, en général ; index, majeur, annulaire, les cinq pour les morceaux complexes ou dans le cas d'une épinette chromatique. Cette technique est moins sonore mais adaptée aux airs mélodiques.

Contrairement à d'autres instruments, comme le dulcimer, la particularité de l'épinette est de permettre la distinction entre chanterelles et bourdons. Ceux-ci, frottés à des moments différents des cordes mélodiques, peuvent établir une rythmique.
Dans la gamme, les notes n'ont de valeur que les unes par rapport aux autres, l'épinettiste accordant leur hauteur en fonction des instruments qu'il accompagne, de sa voix ou de son goût.
Il existe aussi des épinettes équipées d'un système chromatique (inventions récentes), par ajout d'une rangée de frettes séparant les tons des demi-tons et sur laquelle est tendue une chanterelle supplémentaire. Sur ces épinettes, il est donc possible de jouer les différents accords possibles sans réaccordage.
L'épinette permet de jouer la musique modale avec des gammes utilisant des écarts de tons différents selon le mode joué.
Le tableau ci-dessous présente un exemple de base (les accords de bourdons pouvant varier selon leur nombre, la section des cordes, le goût du joueur). L'accord des bourdons doit tenir compte du mode utilisé ; le bourdon le plus fin accordé à l'unisson des chanterelles et les autres accordés sur le mode choisi. Les chanterelles à vide jouant par défaut un sol, les modes possibles sont :
| Mode         | Départ de la main gauche   | Accord du 1er bourdon | 2e bourdon | 3e bourdon |
| ------------ | -------------------------- | --------------------- | ---------- | ---------- |
| do           | Chanterelles jouant à vide | sol                   | do         | do ou sol  |
| ré           | 1re case                   | la                    | ré         | la ou ré   |
| mi           | 2e case                    | si                    | mi         | si ou mi   |
| fa 1re façon | 3e case                    | do                    | fa         | do ou fa   |
| fa 2e façon  | 6e case                    | fa                    | do         | do ou fa   |
| sol          | Chanterelles jouant à vide | sol                   | ré         | sol ou ré  |
| la           | 1re case                   | la                    | mi         | la ou mi   |
| si           | 2e case                    | si                    | fa         | si ou fa   |

Parmi les instrumentistes on peut citer Jean-François Dutertre, Jean-Loup Baly, Emmanuelle Parrenin, Christophe Toussaint, Gilles Pequignot, Pierre Duval et Aurélien Guyot. Dans les Flandres de Belgique : Ritteke Demeulenaere, Guido Piccard, Michel Terlinck.
L'épinette des Vosges est également utilisée par plusieurs groupes de musiciens : Les Ogres de Barback, Au Gré des Vents, Kehot'ribotte.

## Discographie
- Jean-François Dutertre :
  - La ronde des Milloraines
  - Si l'amour prenait racine
  - L'épinette des Vosges
- Christophe Toussaint : 
  - Terra Incognita
  - l’épinette des montagnes bleues
  - France-épinette. Ocora Radio-France. 1997.
- Association de l'épinette des Vosges, Plombières-les-Bains :
  - À la découverte de l'épinette des Vosges
  - Trois dames à table
- Aurélien Guyot :  L'Aurel et son épinette
- Des Brimbelles : L'épinette